# Бранислав Хърничек
Бранислав Хърничек (на сърбохърватски: Branislav Hrnjiček / Бpaнислав Xpњичек) е югославски футболист, нападател.

## Кариера
Бранислав Хърничек прекарва голяма част от кариерата си в СК Югославия, с изключение на два сезона (от 1930 до 1932 г.), когато е част от БСК.

### Национален отбор
За националния отбор на Югославия има 5 мача, 2 от които в първата Балканска купа (1929-1931). Той е част от състава за първата Световна купа в Уругвай през 1930 г., но не играе.